# Corydalis tangutica
Corydalis tangutica är en nunneört som beskrevs 1990 av Galina A. Peshkova. Arten ingår i släktet Corydalis och familjen vallmoväxter. Den förekommer från östra Himalaya till Qinghai, och norra Sichuan och Gansu i Kina. Det är har stamknölar och växer främst i subalpina eller subarktiska biom.
Arten delas upp i två underarter:
- C. t. bullata
- C. t. tangutica